# Szalai András (politikus)

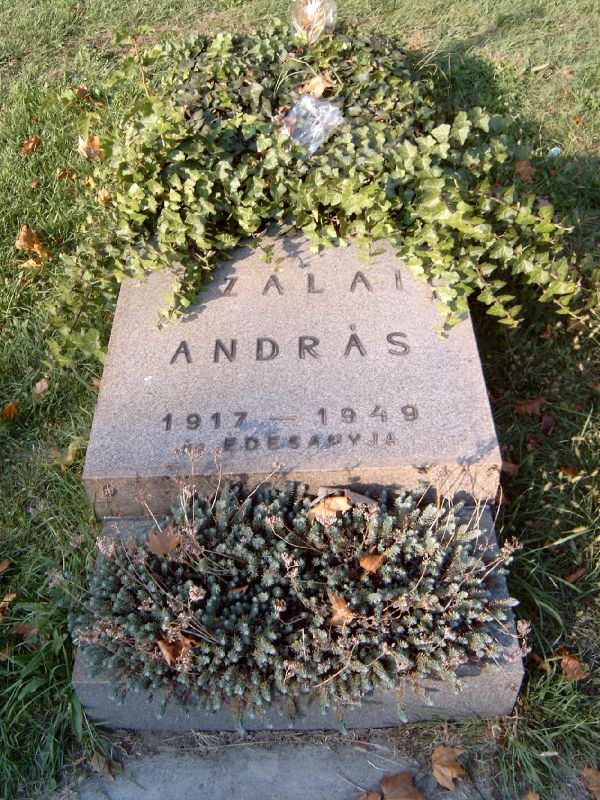
Sírja Budapesten. Kerepesi temető: Mm. B. 5.

Szalai András, születési nevén Lendler Albert Iván (Pécs, 1917. február 6. – Budapest, 1949. október 15.) magyar kommunista politikus, a Rajk-per egyik elítéltje, eszperantista.

## Élete
Lendler László (1888–1918) államvasúti mérnök és Schlesinger Borbála (1894–1972) fia. Már gimnazista korában, a pécsi ciszterci gimnázium tanulójaként tagja lett a KMP-nek, emiatt letartóztatták és kénytelen volt félbehagyni tanulmányait. Ezt követően vasesztergályosként helyezkedett el. A '30-as és '40-es években is többször letartóztatták, mert részt vett az ellenállásban. 1945-ben a második világháború után Budapest IV. kerületének pártbizottságán dolgozott, majd az MKP központi káderosztályának lett helyettes vezetője. 1949-ben letartóztatták és a Rajk-perben Rajk Lászlóval és Szőnyi Tiborral együtt halálra ítélték, majd kivégezték.
1955-ben rehabilitálták, 1956. október 6-án pedig Rajkkal, Szőnyivel és a szintén a per kapcsán kivégzett Pálffy Györggyel együtt újratemették. A temetés a kommunista hatalom elleni tömegtüntetéssé vált.

## Díjai, elismerései
- Kossuth-érdemrend (1949)